# Życie Karola Wielkiego

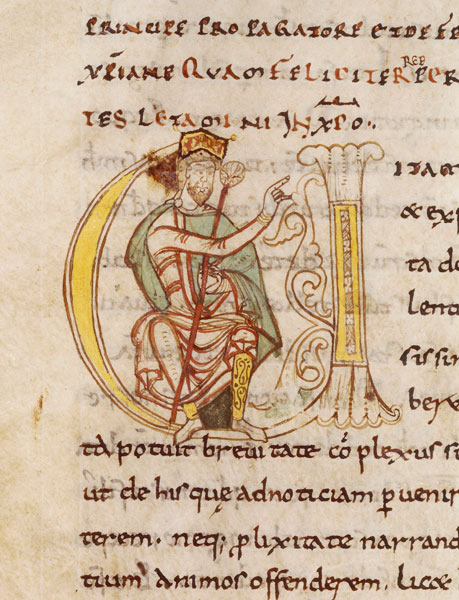
Strona manuskryptu Życie Karola Wielkiego, ok. 1050

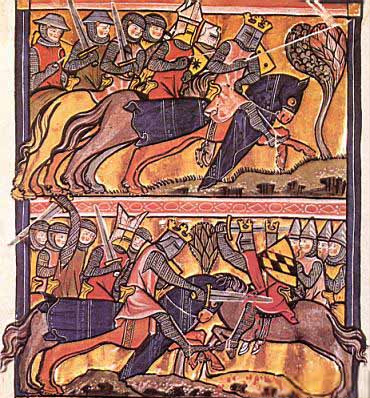
Ilustracja manuskryptu Życie Karola Wielkiego, XIII w.

Życie Karola Wielkiego (łac.: Vita Karoli Magni) – biografia Karola Wielkiego, króla Franków i Longobardów, cesarza rzymskiego, napisana po łacinie przez frankijskiego biografa i kronikarza Einharda prawdopodobnie między 830 a 833 rokiem. 

## Geneza
W 782 roku do Akwizgranu, na dwór Karola Wielkiego przybył Alkuin, uczony mnich anglosaski. Kierował on założoną przez władcę szkołą pałacową. Do szkoły tej trafił, ok. 791 lub 792, Einhard, który przybył z Fuldy, sławnego klasztoru benedyktynów, gdzie ukończył pierwsze nauki. Był to człowiek niezwykle pojętny i stał się zaufanym Karola Wielkiego. Swoje miejsce na dworze zachował po śmierci króla i był doradcą jego następcy Ludwika Pobożnego.

## Data powstania
Nie jest znana dokładna data powstania utworu. Wiadomo, że Einhard przybył na dwór Karola Wielkiego ok. 791 lub 792, zaś umieszczenie testamentu Karola Wielkiego pod koniec pracy wskazuje, że napisano je po jego śmierci w 814 roku. Pierwsze odniesienie do dzieła pochodzi z listu do Einharda od Lupusa Serwatusa (805–862), datowanego na połowę IX wieku. Sugerowane daty od około 817 do 833, oparte są na interpretacjach tekstu w kontekście politycznym pierwszych lat panowania syna Karola Wielkiego, Ludwika Pobożnego i jego stosunku do ojca.

## Dzieło
Historycy uznają tę pracę jako pierwszy przykład biografii europejskiego króla. Dzieło zostało napisane po łacinie prawdopodobnie około 830-833 roku, po tym jak Einhard opuścił Akwizgran i zamieszkał w Seligenstadt. Opierając się na 23 latach służby dla Karola Wielkiego i badaniach królewskich kronik, zamierzał w biografii wyraźnie ukazać swoją wdzięczność za pomoc Karola Wielkiego w jego edukacji. Autor starał się naśladować styl starożytnego rzymskiego biografa Gaiusa Suetoniusza Tranquillusa, który jest najbardziej znany ze swoich Żywotów cezarów. Biografia Einharda wykorzystywała zwłaszcza model biografii cesarza Oktawiana Augusta, pierwszego cesarza Imperium Rzymskiego. Utwór ukazuje rodzinę Karola Wielkiego, jego osiągnięcia zagraniczne i wewnętrzne, jego gusta, administrację jego królestwa i jego śmierć.

## Polski przekład
W 1935 roku ukazał się pierwszy polski przekład autorstwa Jana Parandowskiego, wydany nakładem Państwowego Wydawnictwa Książek Szkolnych. 
W 1950 roku ukazało się kolejne wydanie, nakładem Wydawnictwa Ossolineum ze wstępem i objaśnieniami autorstwa Aleksandra Gieysztora.